# علي حسن غلوم
الشيخ علي حسن غلوم علي، عالم دين شيعي كويتي، من مواليد 1965 م.

## دراسته
- التحق بالحوزة العلمية في مدينة قم المقدسة عام 1983 إلى 1991 م وحصل على البكلريوس في الفقه والمعارف الإسلامية.
- والتحق بموازاة ذلك بالجامعة الإسلامية المفتوحة (دانشگاه آزاد اسلامی) تخصص أدب إنجليزي.
- حاصل على عدة شهادات في مجال الحاسب الآلي.

## نشاطاته
- المشاركة في عدة مؤتمرات عقدت في الكويت ولبنان[1] والعراق[2] وبريطانيا والولايات المتحدة.[3]
- حالياً إمام جمعة وجماعة في مسجد سيد هاشم بهبهاني في الكويت.
- المشرف الديني على حملة التوحيد الكويتية للحج منذ موسم 1413 هـ 1992 م وحتى الآن.
- عضو هيئة أمناء مؤسسات المرجع الراحل السيد محمد حسين فضل الله.
- تأسيس وإدارة دورات دراسات صيفية منذ عام 1991 إلى 2010 م.

## أعماله
له أكثر من 40 مصنفاً في الأبواب المختلفة، من بينها:
- مفاهيم حركية من وحي القرآن (في مجلدين)
- الدرة الثمينة في أخبار مكة والمدينة
- سلسلة حدائق الإيمان وبساتين الإيمان: وهي 9 كتب دراسية في مادة التربية الإسلامية.
- محطات في الفكر والسياسة والأدب
- صلاة الجمعة
- أحكام المريض والمصاب
- رسالة المسجد
- ليالي عاشوراء (7 أجزاء)
- شهداء على أرض فخ
- وداع الأحبة
- لا فتى إلا علي
- منتقيات (10 أجزاء)
- إليك يا ولدي
- إليكِ يا ابنتي
- زينة الحياة
- الغناء في ميزان الشرع
- المآتم الحسينية... أهداف وتطلعات
- المرأة والستر الشرعي
- إضاءات (3 أجزاء)
- المنهج الرسالي في التفسير القرآني عند السيد محمد حسين فضل الله
- ميثولوجيا الخضر
- فك لغز الأسباط
- الدينار والدرهم قراءة تاريخية وفقهية

ومن أعماله أيضاً:
- 14 برنامج حاسب آلي.
- إصدار أسبوعي لصفحة دينية متخصصة بعنوان منتقى الجمان تصدر في الكويت في جريدة الوطن منذ أكثر من 8 سنوات.
- 16 حلقة رسوم متحركة كرتونية تربوية للأطفال بعنوان مغامرات عجيب.
- عدة تمثيليات إذاعية وتسجيلات صوتية ومرئية موجهة للأطفال والشباب والمتزوجين بطريقة مميزة.

## اقرأ أيضاً
- محمد حسين فضل الله
- علي فضل الله
- جعفر فضل الله
- حسين الخشن
- محمد طاهر الحسيني